# Бохтариён
Бохтариён (тадж. Бохтариён, прежние названия Куйбышевский) — посёлок городского типа в Хатлонской области Таджикистана, входит в Кушониёнский район.
Статус посёлка городского типа с 1940 года. В советское время носил название Куйбышевский. По данным БСЭ в посёлке имелись хлопкоочистительный завод, свиноводческий совхоз и совхоз-техникум.

## Население
| 1959   | 1970   | 1979 | 1989 | 2013 | 2015 | 2019 | 2020 | 2021 | 2022 |
| ------ | ------ | ---- | ---- | ---- | ---- | ---- | ---- | ---- | ---- |
| 15 383 | 19 255 | 3259 | 3689 | 5000 | 6700 | 7700 | 7900 | 6200 | 6400 |